# كارلوس فلوريس
كارلوس فلوريس (بالإسبانية: Carlos Flores Córdova)‏ (9 مايو 1988 بليما في بيرو - ) هو لاعب كرة قدم بيروفي في مركز الوسط. لعب مع أليانزا ليما وAtlético Minero ‏ وComerciantes Unidos ‏ وCusco FC ‏ وLeón de Huánuco ‏.

## وصلات خارجية
- كارلوس فلوريس على موقع قاعدة بيانات كرة القدم.إي يو (الإنجليزية)
- كارلوس فلوريس على موقع Soccerway.com (الإنجليزية)